# الکساندروفکا (شهرستان کالتاسینسکی، باشقیرستان)
الکساندروفکا (انگلیسی: Alexandrovka, Kaltasinsky District, Republic of Bashkortostan) یک شهرک در شهرستان کالتاسینسکی استان باشقیرستان کشور روسیه است.